# Shiori Ito
Shiori Itō (伊藤 詩織 Itō Shiori?,  1989), pronunciationⓘ, es una periodista y cineasta japonesa. Su trabajo se enfoca en los derechos humanos y los derechos de las mujeres. El activismo de Ito la llevó a ser incluida en  Las 100 Personas más Influentes del 2020 según la revista Time.
Itō ganó atención internacional después de hablar sobre su experiencia de violación, un caso que se convirtió en un hito para el movimiento MeToo en Japón. En 2017, Itō publicó las memorias literarias Black Box y en 2024 su documental Black Box Diaries fue lanzado con gran éxito de crítica, obteniendo una nominación a Mejor Largometraje Documental en los 97.ª edición de los Premios Óscar.

## Biografía
Shiori Itō nació en 1989, la primera de tres hijos.  Su padre trabajaba en la construcción y su madre era ama de casa.
Itō dejó Japón para estudiar en Nueva York en 2012, donde se especializó en fotografía y periodismo. Luego se trasladó a Italia en 2013 y regresó a Nueva York en el verano de 2014, donde comenzó una pasantía en la sucursal de Nippon TV. Luego regresó a Japón, donde realizó una pasantía en la sucursal japonesa de Reuters. 

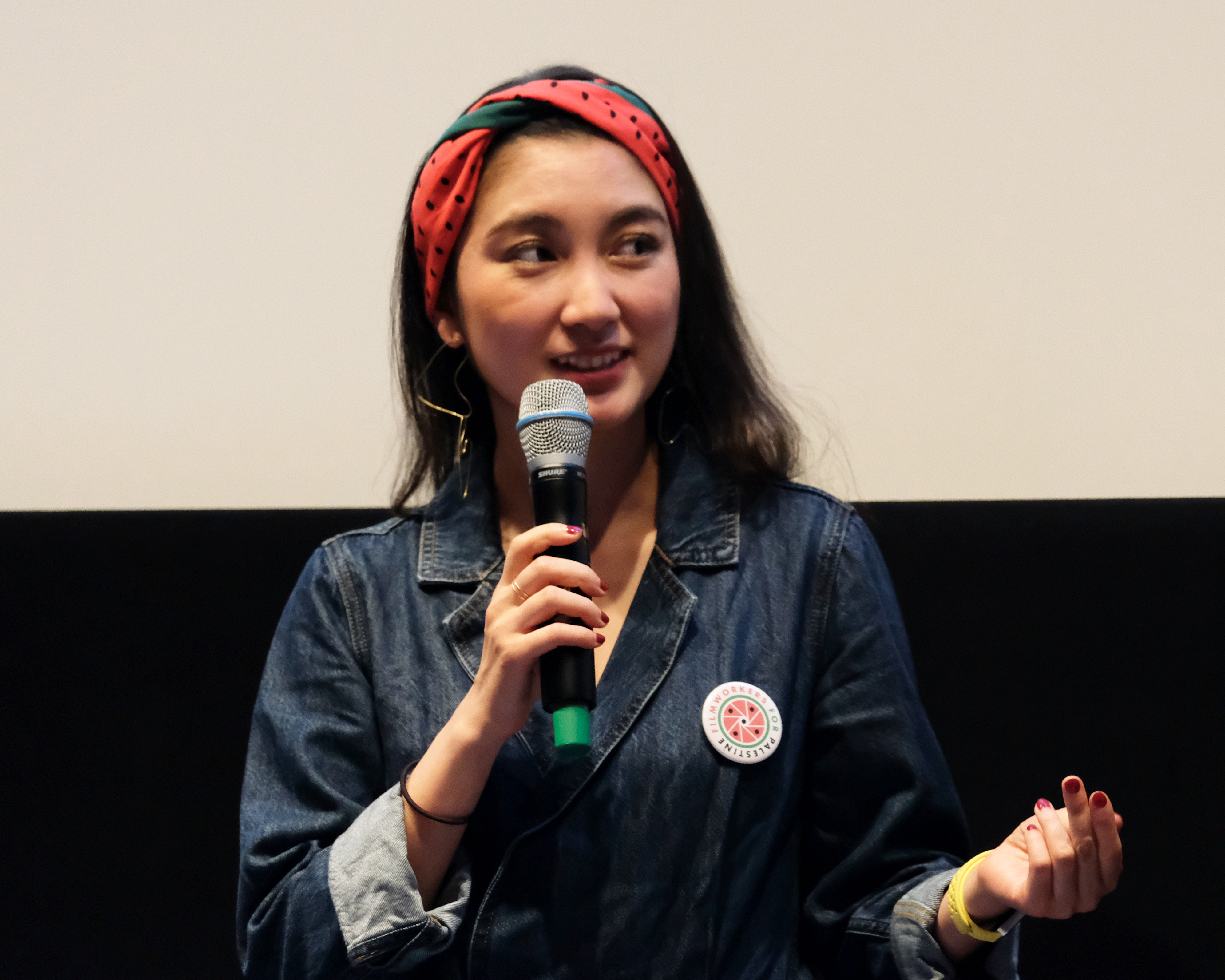
Itō en el Filmfest München 2024

En 2015, realizó prácticas en Thomson Reuters, donde escribió un par de columnas sobre la sociedad japonesa. Itō ahora es periodista y cineasta independiente.

## Litigio

### Demanda por agresión sexual
Mientras realizaba una pasantía en Thomson Reuters en 2015, Itō estaba en un izakaya (bar informal) en Ebisu, Shibuya, con Noriyuki Yamaguchi, un destacado periodista de televisión y conocido del primer ministro japonés Shinzo Abe. Ella se emborrachó y le dijeron que regresara al hotel donde, según ella, Yamaguchi la violó. Yamaguchi negó la acusación y afirmó que tuvieron relaciones sexuales consensuales.
Itō dijo que su experiencia con el sistema legal de Japón le mostró que las víctimas de delitos sexuales eran menospreciadas e ignoradas. Pidió al parlamento japonés que actualizara las leyes del país respecto a la violación, que tienen más de un siglo de antigüedad. Itō explicó que no pudo obtener información sobre qué hospital tenía protocolo para violaciones sin pasar por una entrevista preliminar en persona. Cuando acudió a la policía, la disuadieron de presentar una denuncia y le informaron que su carrera se arruinaría si lo hacía. A Itō le dijeron que no actuó como una víctima y tuvo que ser entrevistada por varios oficiales, incluido uno que le hizo recrear la violación con un muñeco de tamaño real mientras tomaba fotografías. Aunque la policía dijo inicialmente que arrestaría a Yamaguchi, el caso y los cargos fueron retirados inesperadamente. Itō luego acudió a los medios, pero nadie aceptó su historia. Cuando habló sobre su experiencia en una conferencia de prensa, fue noticia nacional e inmediatamente empezó a recibir reacciones negativas, mensajes de odio y amenazas. Posteriormente se convirtió en el rostro del movimiento Me Too en Japón. 
La acción de la periodista fue considerada audaz por muchos debido a la historia de Japón a la hora de abordar cuestiones como la violación. La directora fundadora de The Coalition For Women In Journalism, Kiran Nazish, dijo: "Las mujeres periodistas enfrentan severas consecuencias por alzar su voz y apoyamos la decisión de Shiori de abordar esto legalmente en uno de los casos más importantes en Japón y el mundo".
Itō presentó formalmente una demanda civil contra Yamaguchi en septiembre de 2017 por agresión sexual en un hotel el 4 de abril de 2015.  Itō había presentado previamente una denuncia ante la policía en julio de 2016, aunque los fiscales la desestimaron por falta de pruebas.  Itaru Nakamura, jefe interino de la División de Investigación del Departamento de Policía Metropolitana de Tokio en ese momento, con estrechos vínculos personales y profesionales con el Primer Ministro Abe, admitió en la revista semanal Shukan Shincho haber detenido la investigación y la orden de arresto. Posteriormente, Itō presentó una denuncia ante el Consejo Fiscal de Japón, pero un fallo de septiembre de 2017 no acusó a Yamaguchi porque "no había base de derecho consuetudinario para revocarlo". 
En diciembre de 2019, un tribunal de Tokio otorgó a Itō ¥3,3 millones (US$30.000) más honorarios adicionales por daños y perjuicios de Yamaguchi, quien declaró que apelaría la decisión   (inicialmente había solicitado a Yamaguchi ¥11 millones (US$100.000) en compensación).   Yamaguchi negó los cargos y presentó una contrademanda solicitando ¥130 millones (US$1.180.000) en compensación, alegando que el incidente fue consensual y que las acusaciones subsiguientes habían dañado su reputación,  aunque esa demanda fue posteriormente rechazada debido a inconsistencias en su testimonio. Esta sentencia recibió cobertura de la prensa internacional.
El tribunal superior japonés confirmó el fallo del tribunal inferior a favor de Itō, ordenando a Yamaguchi pagarle ¥3,3 millones. El juez presidente concluyó que Yamaguchi inició relaciones sexuales con una Itō inconsciente. El tribunal también ordenó a Itō pagar ¥550.000 a Yamaguchi por daños y perjuicios por difamarlo al afirmar en su libro que lo acusaba de drogarla por sumisión química sin pruebas. Ambos apelaron sus fallos. El tribunal superior confirmó la sentencia del tribunal inferior que ordenaba a Yamaguchi pagar a Itō 3,3 millones de yenes en concepto de daños. El tribunal superior también ordenó a Itō pagar a Yamaguchi ¥550.000 por difamación.
En 2017, las memorias de Itō sobre el incidente y sus experiencias posteriores, Black Box, se publicaron en japonés. Fue galardonado con el premio al mejor periodismo por la Asociación de Prensa Libre de Japón en 2018.  El 13 de julio de 2021 se publicó una traducción al inglés del libro de Allison Markin Powell.

### Demanda por difamación contra Mio Sugita
En agosto de 2020, Itō demandó al miembro de la cámara baja japonesa Mio Sugita, del gobernante Partido Liberal Democrático. Itō alegó que Sugita hizo clic en "Me gusta" en varios tuits de Twitter que difamaban su carácter. La demanda describe unos 25 tuits difamatorios contra Itō con los que Sugita interactuó, que incluían "intento fallido de obtener trabajo/empleo a través de insinuaciones sexuales". 
La demanda fue originalmente desestimada por el Tribunal de Distrito de Tokio, que excusó las acciones del legislador al opinar que un "me gusta" no era necesariamente una declaración de apoyo, ya que los usuarios pueden simplemente utilizar la herramienta como una especie de " marcador ".  En octubre de 2022, el Tribunal Superior de Tokio revocó la decisión del tribunal inferior y ordenó a Sugita pagar a Itō ¥550.000 en concepto de daños y perjuicios. El Tribunal Superior determinó que el "me gusta" sí expresaba apoyo a un contenido difamatorio contra la Sra. Itō y violaba su dignidad. Además, la amplia difusión consiguiente de la publicación negativa constituyó una conducta difamatoria que excedió el límite, señalando que la Sra. Sugita, miembro de la Dieta Nacional con más de 100.000 seguidores, tiene una influencia que va más allá de la de cualquier ciudadano común.  

### Demanda por difamación contra Toshiko Hasumi
El Tribunal Superior de Tokio otorgó a Itō ¥1,1 millones el 10 de noviembre de 2022 en un caso contra la dibujante Toshiko Hasumi, quien había publicado cinco tuits entre junio de 2017 y diciembre de 2019 sugiriendo que las acusaciones de violación de Itō eran falsas. Los tuits incluían una ilustración cariacaturizada de Itō con el término makura eigyō (枕営業, "negocio de almohadas" o "dormir para llegar a la cima"). Hasumi afirmó que la ilustración no era de Itō, pero el tribunal la consideró "un insulto que excede los límites permisibles según las normas sociales".
- Asociación de Prensa Libre de Japón: Premio a la Libertad de Prensa (2018) por Black Box [17]
- Festivales de Nueva York: premio de plata (2018) por la dirección de Undercover Asia: Lonely Deaths [18]
- Los 100 japoneses más respetados según Newsweek (2019)
- Time 100 (2020) por su activismo [19]
- Premio a la mejor película de la muestra de cortometrajes documentales de Tokio (2020) por la dirección de I Killed My Flowers [20]
- One Young World “Periodista One Young World del año 2022” por el impacto social positivo de su trabajo [21]